# Proteste in China 2011

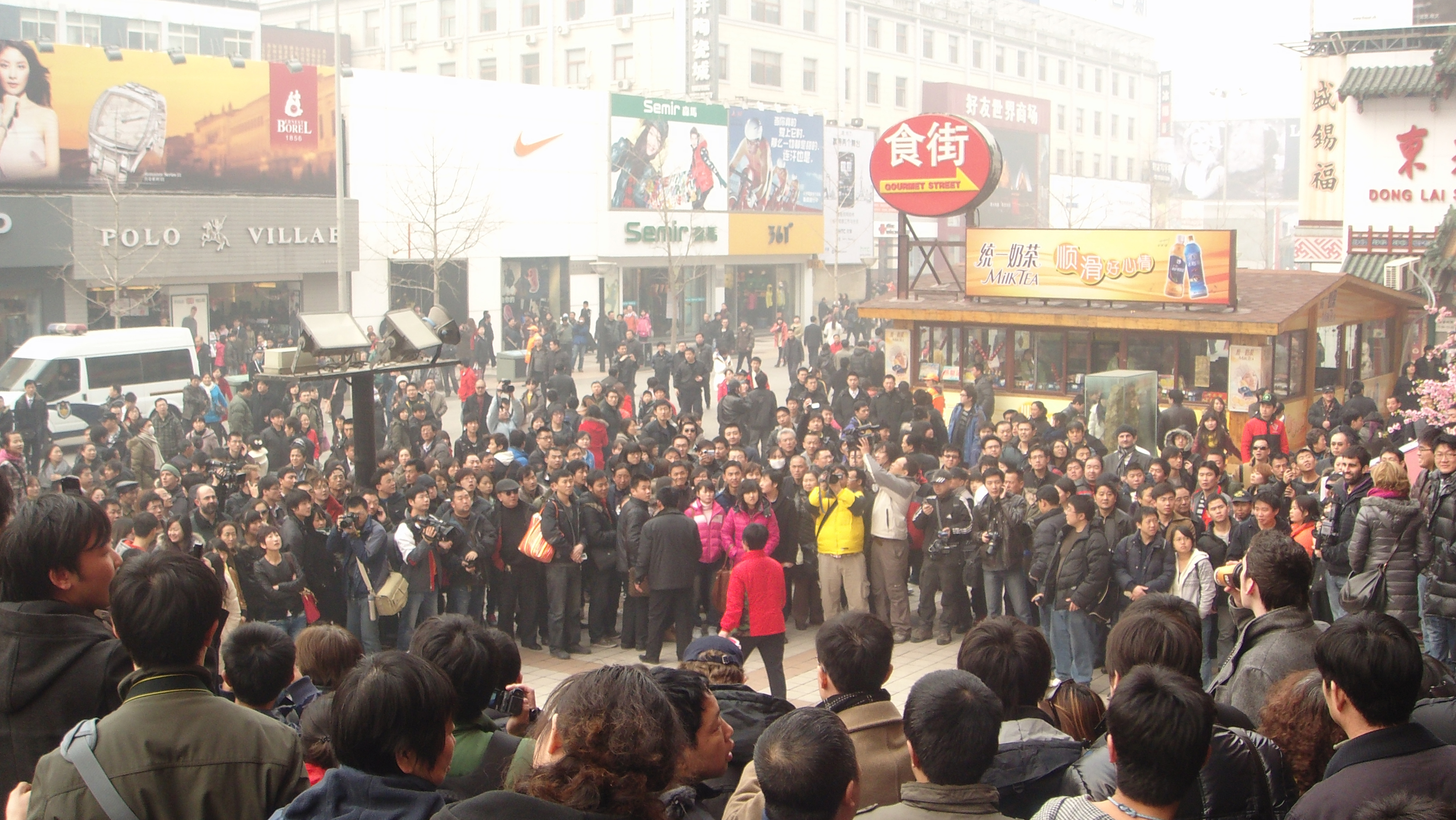
Menschenansammlung am 20. Februar 2011 in der Pekinger Fußgängerzone Wangfujing.

Die Proteste in China 2011 begannen Ende Februar. Es handelte sich um friedliche Proteste gegen die dortige kommunistische Regierung. 
Inspiriert wurden die Proteste durch die „Jasminrevolution“ genannte Revolution in Tunesien im Zuge des Arabischen Frühlings. Gleichzeitig stellten die Proteste die Fortführung der Untergrund-Reformbewegungen des Pekinger Frühlings und der chinesischen Demokratiebewegung von 1989 dar.

## Historischer Hintergrund
China forciert seit den 1980er Jahren eine wirtschaftliche Öffnung, die jedoch im Gegensatz zur Reformpolitik Michail Gorbatschow in der ehemaligen Sowjetunion nicht mit einer politischen Liberalisierung einhergeht. Der wirtschaftliche Aufstieg führte bei der Bevölkerungsmehrheit zu einem Bedürfnis nach politischem Pluralismus, einem Mehrparteiensystem, Meinungs- und Pressefreiheit und Demokratie. 
Die Demokratiebewegung in China wurde 1989 im Tian’anmen-Massaker blutig niedergeschlagen. Dabei starben etwa 2600 Menschen, zahlreiche Teilnehmer wurden verhaftet, gingen in den Untergrund oder ins Exil. Seitdem ist die chinesische Regierung sensibel und wachsam gegenüber Versuchen der Neuorganisation von Protest.

## Protestgründe 2011
Innerhalb der chinesischen Bevölkerung herrscht Unmut über stark gestiegene Preise, insbesondere für Lebensmittel, eine wachsende Einkommensdisparität und die inzwischen für viele unerschwinglich hohen Preise für Wohnraum. Daneben wird die Einparteienherrschaft, Willkür, Korruption, Zensur, fehlende Meinungsfreiheit und die Missbeachtung von Menschenrechten kritisiert. 
Die demokratische Untergrundbewegung rief am 19. Februar 2011 über die Webseite von Exil-Chinesen, boxun.com, zu Protesten jeden Sonntag um 14:00 Uhr in bestimmten öffentlichen Plätzen in zwölf, später dreizehn chinesischen Städten auf. Angesprochen seien alle, die „einen Traum für die Zukunft“ hätten.

## Verlauf

### 20. Februar 2011

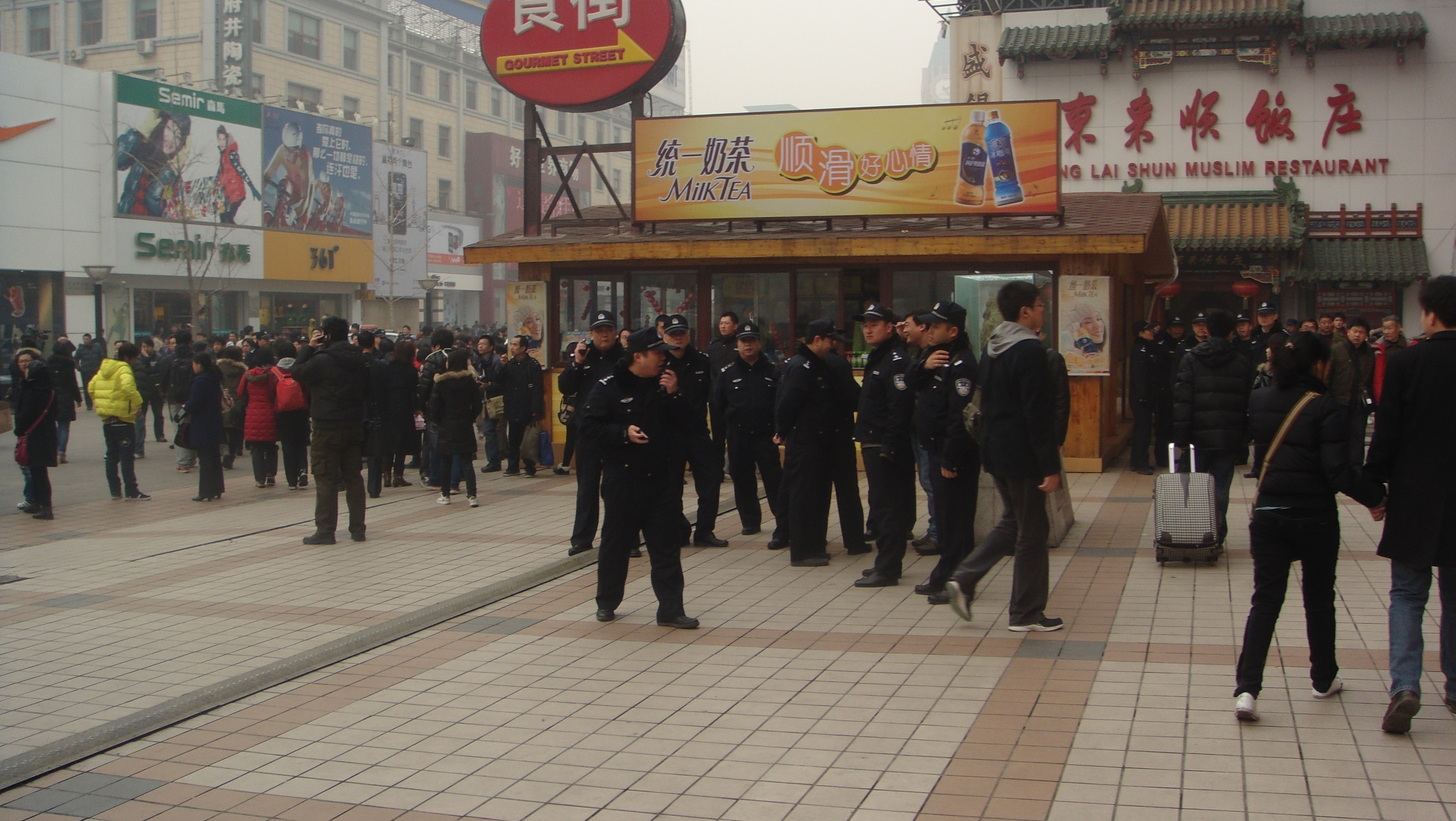
Polizeipräsenz in der Fußgängerzone Pekings.

Am ersten Protesttag, dem 20. Februar 2011 kamen in Peking etwa 200 Menschen zusammen, in Shanghai vor dem Friedens-Kino etwa 100 Menschen. 
Es gab ein massives Polizeiaufgebot, zahlreiche regierungstreue Schläger in zivil und ebenfalls starke internationale Medienpräsenz. Eine Demonstrantin erklärte, China sei kein Rechtsstaat, es gebe Enteignungen und es komme dabei auch zu Todesfällen. Einzelne Demonstranten wurden festgenommen. Kamerateams wurden geschlagen, gewaltsam in Fahrzeuge gedrängt, in nahegelegene Gebäude entführt, mehrere Stunden festgehalten und verhört. Teils wurde das Bildmaterial beschlagnahmt. Die Sicherheitskräfte zwangen die Medienvertreter, eine Erklärung zu unterschreiben, in der sie zugaben, gegen chinesische Gesetze verstoßen zu haben und in der sie sich dafür entschuldigten. Erst dann ließ man die Vertreter wieder gehen.

### 27. Februar 2011
Aufgrund der Erfahrungen des ersten Protesttags tauchte die Bewegung in den Untergrund ab. Es sollten explizit keine Slogans mehr gerufen werden, um die eigene Sicherheit nicht zu gefährden. Neue, kreative Formen des zivilen Protests wurden vorgeschlagen: Stumme Spaziergänge, Bestellung des Menüs Nr. 3 in Schnellrestaurants oder von Jasmintee. „Wir laden jeden ein, vorbei zu spazieren, zuzuschauen oder auch einfach so zu tun, als wenn man zufällig vorbeikommen würde.“ Schon die bloße Teilnahme erschrecke die autoritäre Regierung. 
In der Sonderverwaltungszone Hongkong entwickelte sich bereits am 27. Februar eine Protestbewegung gegen die Unterdrückung der Proteste. Menschen legten in Solidarität Jasminzweige nieder, schwenkten Banner und widersetzten sich oftmals den polizeilichen Anordnungen.

### 2. März 2011

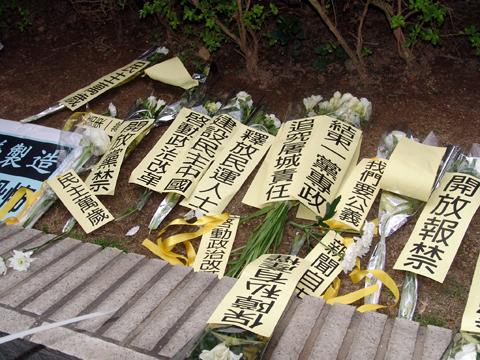
Während der Proteste niedergelegte Jasminsträuße in Hongkong.

In den Vorschriften, die Anfang 2007 im Vorfeld der Olympischen Spiele in Peking erlassen und als Fortschritt gefeiert wurden, steht: „Um Organisationen oder Personen in China zu interviewen, müssen ausländische Journalisten nur deren vorherige Zustimmung erhalten.“ Seit dem 2. März 2011 herrschten für Journalisten strengere Vorschriften. Der Polizeioffizier Ma Tao erklärte einer deutschen ARD-Korrespondentin: „Sie brauchen eine Genehmigung an jedem Ort, überall in China, bevor sie Interviews machen dürfen.“ Diese müsse von der jeweils zuständigen Stelle erteilt werden. Medienvertreter, die sich nicht daran hielten, drohe der Entzug der Akkreditierung und die Ausweisung.
Ebenfalls am 2. März erklärten die Organisatoren der Bewegung ihre dreiphasige Strategie: 
In der ersten Phase, die „ein paar Wochen, Monate, ein Jahr oder länger“ dauern könne, seien Spaziergänge und Zeichen wie gleiche Restaurantbestellungen geplant. Die zweite Phase würde das „Halten von Jasminblüten und das Abspielen des Volksliedes Mo Li Hua“ (deutsch: „Wunderschöne Jasminblüte“) auf Handys beinhalten. In der dritten Phase sei die „Straßen-Bewegung unumkehrbar“, Menschen würden die Regierung offen und furchtlos kritisieren.

### Protesttag 6. März 2011
Vor dem Hintergrund der Tagung des Nationalen Volkskongresses in China wurden erneut Demonstranten organisiert.

## Reaktionen der Regierung
Seit Beginn der Proteste wurden etwa 25 Menschenrechts-Anwälte, Aktivisten und Blogger verhaftet oder sind verschwunden. Etwa 200 Menschen standen unter verstärkter Überwachung bis hin zu Hausarrest. Unter den Inhaftierten waren der Künstler Ai Weiwei, der über Restriktionen im Zuge der Jasmin-Proteste berichtet hatte, die Anwältin Ni Yulan, die seit ihrer letzten Zeit im Gefängnis auf Gehhilfen angewiesen ist. Sie hatte sich vor allem für enteignete Bürger eingesetzt. Ihr Mann wurde gleich mit verhaftet. Ebenso verhaftet wurden der Blogger Ran Yunfei sowie der Autor Liu Xianbin.
In China waren nach einer Untersuchung der Harvard-Universität etwa 17 % aller Internetseiten gesperrt. Die Proteste lösten erneute Zensur-Maßnahmen aus. So wurden Blog- und Twitter-Beiträge gelöscht sowie Seiten gesperrt, die das Wort „Jasmin“ enthielten. Die Organisatoren wichen daher auf allgemein geläufige Begriffe aus, wie „zwei Konferenzen“ (chin. 两会), mit der nicht die beiden Konferenzen, sondern die Jasmin-Bewegung gemeint ist.

## Internationale Reaktionen
Die Schläge gegen ausländische Journalisten in Peking lösten international Empörung aus. Die EU verurteilte die „körperliche Gewalt, Einschüchterung und Festnahmen ohne Erklärung“, US-Botschafter Jon Huntsman sprach von illegalen Festnahmen: „Diese Art von Schikane und Einschüchterung ist inakzeptabel und höchst beunruhigend.“
Auch Menschenrechtsgruppen kritisieren die „massive Unterdrückung“ seitens der chinesischen Staatsmacht. Bürgerrechtler bewegten sich in einem „feindlichen und gefährlichen Umfeld“, berichtete die in Hongkong ansässige Organisation Chinese Human Rights Defenders (CHRD) in ihrem Jahresbericht. Aktivisten seien „routinemäßig das Ziel von willkürlichen Festnahmen, Folter und zwangsweisen Verschleppungen“. Für das Jahr 2010 dokumentierte die Organisation 3544 willkürliche Inhaftierungen, 118 Fälle von Folter und 36 zwangsweise Verschleppungen. „Das Regime reagiert wieder einmal mit einer neuen Welle massiver Unterdrückung, die auf jene Aktivisten zielt, die nach einer ‚Jasmin-Revolution‘ rufen“, sagte CHRD-Direktorin Renee Xia. „Die internationale Gemeinschaft muss mehr tun.“ Die Lage habe sich seit der Verleihung des Friedensnobelpreises im Oktober an den inhaftierten Bürgerrechtler Liu Xiaobo verschlechtert.
Die in den USA ansässige Organisation Human Rights Watch kritisierte das gewaltsame Vorgehen gegen ausländische Journalisten in Peking und sprach von einer „Eskalation der Zensur“. Die Einschüchterung von Korrespondenten müsse ein Ende haben. Auch müssten die gewalttätigen Zwischenfälle untersucht werden.